# 威尔弗雷德·尼科尔
威尔弗雷德·尼科尔（英語：Wilfred Nichol，1901年5月29日—1955年2月8日），英国男子田径运动员，主攻短跑。他曾代表英国参加1924年夏季奥林匹克运动会田径比赛，获得男子4×100米接力银牌。